# Atentado de la cafetería Rolando
El atentado de la cafetería Rolando, también conocido como atentado de la calle del Correo, fue un atentado terrorista cometido el 13 de septiembre de 1974 por la banda terrorista ETA-V Asamblea en una cafetería de la calle del Correo situada en el centro de Madrid (España), a escasos metros de la Puerta del Sol. Causó un total de trece muertos y más de medio centenar de heridos.
El atentado tuvo diversas implicaciones políticas: contribuyó a frenar el tímido aperturismo del Gobierno franquista de Arias Navarro; salpicó al opositor Partido Comunista de España, que fue acusado de colaboración con el terrorismo; marcó definitivamente a ETA como una organización terrorista y agravó su preexistente división interna que conduciría poco después a la escisión de la llamada ETA militar. ETA-V no llegó a reivindicar la autoría del atentado e, incluso, afirmó que había sido cometido por grupos de extrema derecha próximos al régimen de Franco. Los autores nunca llegaron a ser juzgados y se beneficiaron de la amnistía concedida en 1977. El 5 de noviembre de 2018 se hizo público que en el último boletín interno Zutabe, fechado en abril de 2018, ETA asumía la autoría del atentado.

## Antecedentes

### Situación política en España

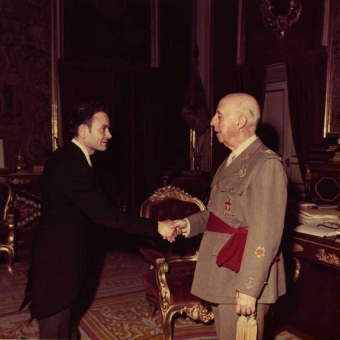
Franco (derecha) en una recepción de 1972. Su avanzada edad suscitaba dudas sobre la continuidad del régimen a su muerte.

La avanzada edad de Franco fue el motivo por el que el propio dictador había establecido un sistema sucesorio basado en las instituciones cuya creación él mismo había ido promoviendo a lo largo de su gobierno, y en la restauración monárquica en la persona del Príncipe de España, Juan Carlos de Borbón. Sin embargo, el asesinato por ETA del presidente del gobierno Luis Carrero Blanco había sembrado la inquietud dentro del propio régimen, aumentando el número de quienes consideraban que era necesario reformar el mismo para conseguir que sobreviviera al dictador.

#### El primer gobierno de Arias
Tras fuertes vacilaciones, Franco designó como sucesor de Carrero a Carlos Arias Navarro, quien se convirtió en el primer presidente no militar desde la Guerra Civil. Arias formó un gobierno ecléctico en el que figuraban algunos aperturistas, como el ministro de Información y Turismo Pío Cabanillas, el ya ministro de Hacienda con Carrero Antonio Barrera de Irimo (quien no solamente se había revelado eficaz en el puesto, sino que suponía una referencia para el capital y los gobiernos extranjeros) y el ministro de la Presidencia, Antonio Carro. En su primer discurso, Arias expuso un programa moderadamente reformista que marcaba cuatro objetivos principales: una reforma de las Cortes que aumentase las incompatibilidades para excluir a ciertos cargos del Movimiento Nacional y de la Organización Sindical y que aumentase el porcentaje de procuradores electos del 17 al 35%; una reforma de las corporaciones locales que posibilitase la elección directa de los alcaldes; una reforma sindical que permitiese mayor pluralismo y un moderado ejercicio del derecho de huelga y, sobre todo, la aprobación de un estatuto de asociaciones políticas que permitiese un mayor pluralismo político.
El programa de Arias fue promocionado por Pío Cabanillas y denominado por la prensa como el espíritu del 12 de febrero, despertando fuertes expectativas, al menos entre los sectores aperturistas del sistema franquista y entre la oposición más moderada. Gozó de una inicial credibilidad gracias a que Cabanillas disminuyó fuertemente la censura sobre los medios de comunicación, que gozaron de una libertad desconocida desde la Guerra Civil. No obstante, dicho programa no obtuvo el apoyo de los principales partidos de oposición, que reclamaban un régimen democrático basado en la total ruptura con el de Franco, y sí obtuvo la animadversión del sector más inmovilista, lo que se denominaría «el búnker», apoyado por el grupo que algunos autores han denominado como la camarilla de El Pardo, un colectivo formado por familiares y allegados que rodeaba al anciano general Franco.

#### Problemas del gobierno
Además de la oposición interna a las reformas, el Gobierno tenía otros muchos frentes que complicaban su actuación. Los más importantes eran los siguientes:
- La actitud crítica de la Iglesia católica. El 24 de febrero, el obispo de Bilbao, monseñor Añoveros, hizo pública una pastoral que se leyó en casi todas las parroquias de su diócesis. En ella pedía un reconocimiento de la identidad cultural y lingüística del País Vasco. La pastoral era moderada pero, a dos meses del asesinato de Carrero por ETA, el búnker clamó por la adopción de medidas. El Gobierno intentó desterrar al obispo, lo que hubiera conllevado la excomunión de todos los implicados. Finalmente, la intervención del propio Franco, unida a la moderación de Cabanillas y del presidente de la Conferencia Episcopal, el cardenal Enrique y Tarancón, permitió superar la crisis con unas largas vacaciones del prelado.[9][13][14]

Firma de Franco. La ratificación de la condena a muerte de Salvador Puig Antich fue un duro golpe para la imagen reformista del gobierno de Arias.

- La condena a muerte y ejecución el 2 de marzo del anarquista catalán Salvador Puig Antich por el asesinato de un policía provocó una oleada de protestas nacionales e internacionales. La inflexibilidad del Gobierno hizo que se ganase una imagen de dureza que perjudicó su imagen reformista en el exterior, sin por ello ganarse las simpatías del búnker.[9][15][16]
- Una situación económica desfavorable provocada por la crisis del petróleo, que afectó tanto a la llegada de turistas como a los ingresos de los españoles emigrantes en Europa, las dos principales fuentes de divisas del país.[9]
- La situación internacional adversa. En abril se produjo la Revolución de los Claveles en Portugal, que supuso la caída de la dictadura salazarista, firme aliada de Franco;[17] en mayo se celebró en Italia el referéndum para decidir sobre la posibilidad de supresión del divorcio, con la derrota de las posiciones católicas que representaba Amintore Fanfani; por último, en julio se produjo la caída del régimen de los coroneles en Grecia, otro gobierno europeo afín.[9]
- La creación por el Partido Comunista de España (PCE) de la Junta Democrática de España, presentada a finales de julio.[18] Aunque el PCE fracasó en su proyecto de crear una representación unitaria de la oposición por la negativa a colaborar con él de fuerzas significativas (el PSOE, los demócrata cristianos y los liberales), la Junta consiguió captar la atención de los medios de comunicación.[19][20]
- El movimiento obrero, con la convocatoria de un número cada vez mayor de huelgas, pese a ser todas ellas ilegales.[21] El sindicato vertical franquista se mostraba incapaz de controlar o integrar esa contestación.[22]
- La creciente contestación en la Universidad, donde los grupos de oposición contaban con las simpatías de gran número de estudiantes y de un significativo número de profesores.[23]
- La enfermedad del propio Franco, que obligó a su hospitalización el 9 de julio y a que delegase sus poderes en el Príncipe Juan Carlos, pese al temor de éste a que su imagen quedara comprometida como colaborador de la dictadura.[24] Un sector encabezado por Pío Cabanillas pretendió aprovechar la oportunidad y que el traspaso de poderes fuera definitivo para que el príncipe fuera coronado en vida de Franco. La resistencia de la camarilla que operaba en el entorno familiar del viejo general, encabezada por su yerno el Marqués de Villaverde y la del ministro secretario general del Movimiento, el inmovilista José Utrera Molina frustró esos propósitos, y la clara recuperación del Caudillo propició que retomara sus funciones el 2 de septiembre.[25][18]

Pese a todo ello, el presidente Arias ratificó públicamente su compromiso de avanzar en las reformas el día 11 de septiembre, dos días antes del atentado, y manifestó expresamente que las asociaciones políticas existirían antes del siguiente mes de enero. Ello hizo que el búnker redoblara sus esfuerzos en contra de una liberalización que podría suponer el principio de su irrelevancia política.

### ETA V Asamblea

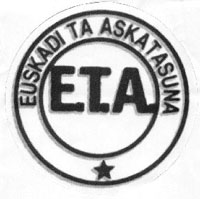
Anagrama de ETA. La organización intentó negar su responsabilidad en el atentado al comprobar que ninguno de los doce muertos iniciales era policía, pero su autoría no es hoy discutida.

Pero la oposición más violenta al régimen de Franco se hallaba en el País Vasco y Navarra, donde la organización separatista ETA operaba desde 1958. En 1970, la organización armada sufrió la mayor crisis de su historia, hasta el punto de que estuvo a punto de desaparecer. Su VI Asamblea adoptó principios marxista-leninistas, lo que provocó la escisión de un sector nacionalista y militarista que creó otra organización con el mismo nombre. A fin de diferenciarse de la organización rival y reclamar su historial hasta el mismo momento de su separación, la nueva ETA añadió al nombre las palabras «V Asamblea» y el eslogan «libertad o muerte». Durante unos años coexistieron ambas organizaciones disputándose a la militancia. La pugna se resolvería al final a favor de ETA-V Asamblea debido a que la vieja organización, ETA-VI, se sumió en un proceso de interminables divisiones internas, decidió dar primacía a la lucha política sobre la «militar», acabó abrazando el trotskismo, acordó abandonar el nombre de «ETA» (que atraía especialmente la atención policial) y terminó convirtiéndose en el partido político Liga Komunista Iraultzailea (LKI). Paradójicamente, el movimiento etarra fue salvado por la propia dictadura, que decidió unir el enjuiciamiento de varios detenidos en un único proceso judicial en la jurisdicción militar, el denominado Proceso de Burgos. Esta errónea decisión proporcionó una gran publicidad al juicio, suscitando numerosas protestas dentro y fuera de España.
Siendo una organización nueva, ETA-V no cometió atentados mortales en sus primeros años de existencia. Además de mantener enfrentamientos armados con la Guardia Civil, se limitó a cometer robos para financiarse, a poner bombas en lugares emblemáticos (como las sedes de la Organización Sindical) y a practicar secuestros de empresarios con el doble fin de conseguir un rescate y obtener mejoras para los trabajadores, en un claro estilo Robin Hood que le proporcionó gran popularidad. No obstante, ello no era sino una etapa de preparación.

#### La red de apoyo madrileña
Aunque la mayoría de los opositores al régimen de Franco eran partidarios de usar medios pacíficos, no sentían especial animadversión hacia ETA. Pese a no compartir sus métodos, consideraban que era una organización que luchaba por la democracia. Además, el Proceso de Burgos había promovido una corriente de simpatía hacia ETA que no se limitaba al País Vasco. Hay que añadir que la reducida oposición a Franco estaba habituada a colaborar escondiendo a personas perseguidas por las autoridades, aunque no pertenecieran al mismo partido político. Ello favoreció que la organización vasca encontrase la colaboración en Madrid de algunas personas viculadas a la izquierda local. 
A finales de 1971, el militante de ETA-V José Miguel Beñarán Ordeñana, más conocido como Argala («flaco»), contactó con el matrimonio formado por el dramaturgo Alfonso Sastre y la médico y escritora catalana Genoveva «Eva» Forest, ambos antiguos militantes del PCE ya distanciados del mismo por considerarlo poco revolucionario. Sastre gozaba de gran prestigio entre la oposición y estaba muy relacionado con la intelectualidad progresista. Gracias a su ayuda, ETA pudo contactar con una serie de personas de la izquierda madrileña que prestaron ayuda a la organización vasca. Además de información valiosa, esta red de colaboradores ajenos al nacionalismo vasco proporcionó (consciente o inconscientemente) pisos para alojar a militantes de ETA-V, lo que proporcionó a ésta una importantísima infraestructura que utilizó tanto para celebrar reuniones en un entorno alejado del País Vasco como para perpetrar atentados. Con la ayuda de un trabajador que había militado en el PCE se construyeron habitaciones camufladas que permitirían ocultar personas u objetos. No obstante, esta base de apoyo a ETA en Madrid no llegó a constituir nunca una organización. Nunca se llegaron a celebrar reuniones ni se adoptaron decisiones conjuntas. En ningún momento pasó de ser un «conjunto de relaciones bilaterales».
El 20 de diciembre de 1973, ETA-V perpetró el más sonado atentado de su historia: el asesinato del presidente Carrero Blanco mediante la explosión de una bomba al paso de su vehículo oficial. Forest llegó a escribir un libro, firmado con seudónimo, en el que se relataba la preparación y desarrollo de la «ejecución» del almirante, acto en la que ella misma había sido cómplice, si bien todavía en 1977 afirmaba que se había limitado a corregir una traducción de la obra. Aunque el atentado proporcionó gran notoriedad a ETA-V, también contribuyó a una nueva escisión, la de su Frente Obrero, que constituyó Langile Abertzale Iraultzaileen Alderdia o Partido de los Trabajadores Patriotas Revolucionarios (LAIA), el primer partido de la izquierda abertzale.
El 3 de abril de 1974, la organización dio un salto cualitativo en su enfrentamiento con el Estado al asesinar en Azpeitia (Guipúzcoa) al guardia civil Gregorio Posada Zurrón y avisar en el comunicado que reivindicaba el hecho de que, a partir de ese momento, cualquier policía era objetivo de ETA. Otros dos guardias murieron en los meses posteriores en encuentros con militantes etarras, el segundo de ellos, Martín Durán Grande, fue herido de gravedad dos días antes del atentado de la cafetería Rolando, falleciendo el día 15.

## El atentado

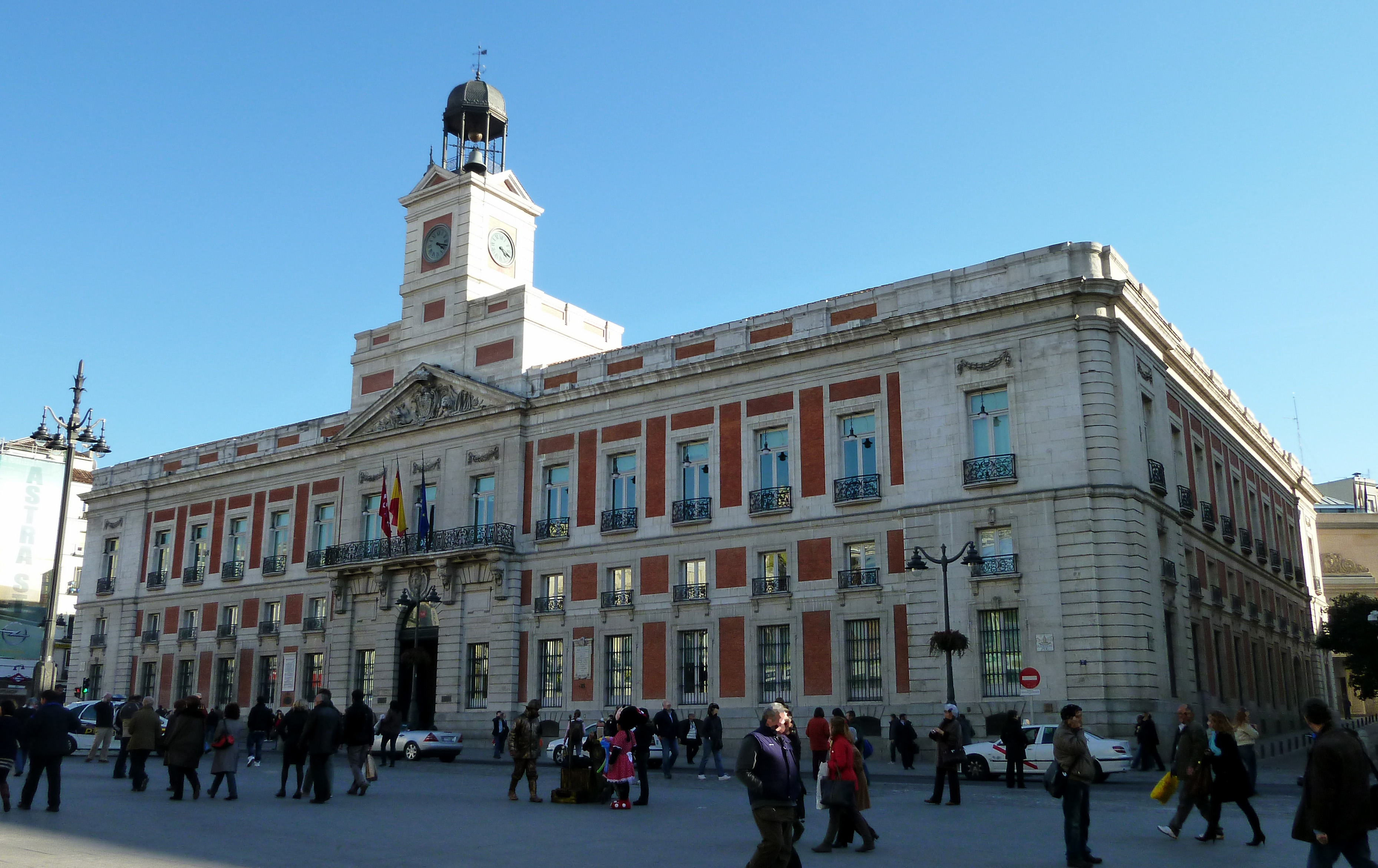
Edificio de la Real Casa de Correos en imagen de 2011. Ubicado en Puerta del Sol, en 1974 albergaba la Dirección General de Seguridad. A la derecha se aprecia la calle del Correo, en la que estaba situada la Cafetería Rolando.

Parece que fue durante la realización de la denominada «Operación Ogro», como se denominó a la preparación del asesinato de Carrero Blanco, cuando surgió en ETA-V la idea de perpetrar un segundo atentado en el corazón del aparato represor franquista: la Dirección General de Seguridad (DGS), ubicada en la céntrica plaza de Puerta del Sol. El acceso al edificio era casi imposible debido a las fuertes medidas de seguridad, pero se reparó en la existencia de la muy cercana Cafetería Rolando, ubicada en el número 4 de la aledaña calle del Correo, que era frecuentada por numerosos policías que trabajaban en el organismo, y alguien propuso que era un objetivo accesible. Según Lidia Falcón, abogada que luego sería detenida por la Policía por su relación con el caso, la idea de colocar allí una bomba partió de la propia Eva Forest, versión nunca aceptada por esta última. La dirección de la organización armada envió a un militante para que informase sobre las características del lugar y, tras su detención, envió a los dos miembros de ETA que luego colocarían la bomba. Estos informaron de que la cafetería era muy frecuentada por policías de la cercana DGS. La sugerencia fue aprobada por ETA en la convicción de que la mayoría de las víctimas de la explosión serían policías, y sin que exista constancia de que el hecho de que se tratara de un establecimiento abierto al público fuera un obstáculo.
Aunque la negara en su momento y no reivindicara el atentado hasta 2018, la autoría de ETA-V Asamblea era aceptada incluso por los historiadores más afines a las posiciones del denominado Movimiento de Liberación Nacional Vasco (MLNV). Los encargados de colocar la bomba fueron dos jóvenes vascos, Bernard Oyarzábal Bidegorri y María Lourdes Cristóbal Elhorga, que fueron entrenados al respecto. Se trasladaron en automóvil con la bomba hasta Madrid donde, según diversas fuentes, fueron alojados por Forest en una de las viviendas con las que contaba. El día establecido se dirigieron a la cafetería, entraron como si fueran clientes, dejaron bajo una mesa la bomba conectada con un temporizador y salieron del local. A continuación, la misma Forest, que era uno de los principales miembros de la red de apoyo, les condujo a un piso franco situado en Alcorcón donde se escondieron por un tiempo hasta que pudieron huir. El artefacto explotó sobre las 14:35 horas, en un momento de gran afluencia de visitantes por ser la hora del almuerzo. Los técnicos de la policía calcularon después que la bomba constaba de treinta kilogramos de dinamita, reforzada con tuercas que hacían las veces de metralla para aumentar el daño. El techo de la cafetería cayó sobre las personas que se encontraban en su interior. La tremenda explosión causó daños estructurales en el edificio y sus efectos no se limitaron a la Cafetería Rolando. La onda expansiva provocó daños en otras plantas del edificio y en los edificios contiguos y penetró en el vecino Restaurante Tobogán, cuya entrada daba a la Calle Mayor, que se encontraba en esos momentos repleto de clientes. Más de ochenta personas resultaron heridas, doce de las cuales murieron instantáneamente o al poco tiempo.
La reacción popular inmediata fue de sorpresa y consternación, pero no hubo pánico ni alteraciones del orden. La reciente experiencia del atentado contra Carrero ayudó a que también en esta ocasión tanto población como autoridades conservaran la calma.

## Consecuencias

### Humanas

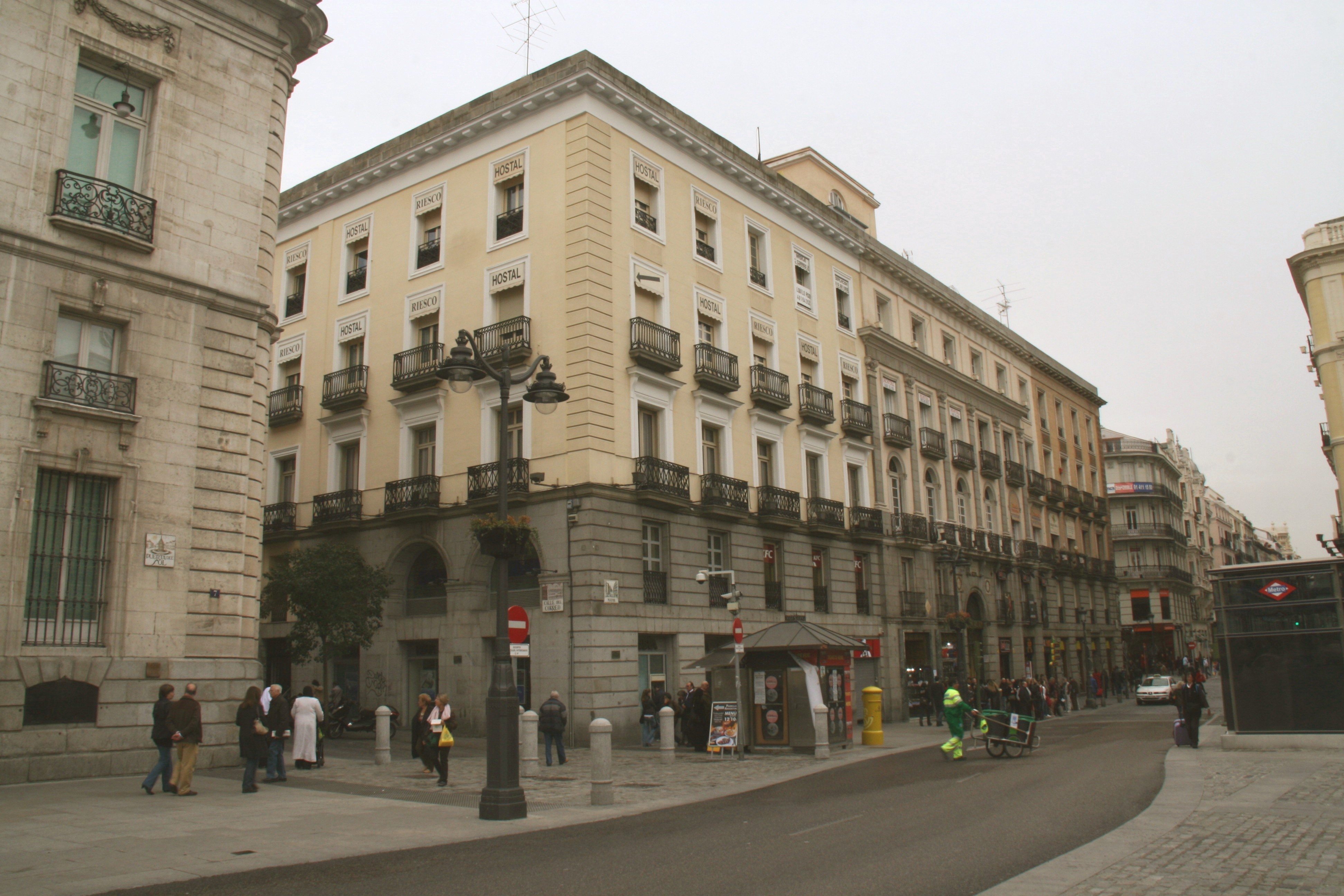
Imagen de 2010 de la esquina de la calle del Correo con la calle Mayor. En este edificio, conocido como Casa Cordero, se encontraban tanto la cafetería Rolando como el restaurante Tobogán. A la izquierda se ve la esquina de la Real Casa de Correos, sede en 1974 de la DGS.

Un total de trece personas murieron a consecuencia del atentado, bien en el mismo momento de la explosión, bien con el transcurso del tiempo.
- Antonio Alonso Palacín, mecánico, natural de Alhama de Aragón (Zaragoza). Había contraído matrimonio seis días antes.
- María Jesús Arcos Tirado, de 28 años, natural de Contamina (Zaragoza). Esposa de Antonio Alonso, trabajaba como telefonista en Alhama de Aragón. La infortunada pareja aragonesa llamaría la atención de los medios de comunicación durante la cobertura del atentado. El funeral se celebró en la iglesia de Contamina, con la asistencia de numerosos vecinos de los recién casados.
- Francisca Baeza Alarcón, de 45 años, maestra del Grupo Escolar Jesús Castillo de Valdepeñas (Ciudad Real). Era soltera e hija única, y vivía con sus padres. Había acudido a Madrid a hacer unas compras y, como siempre que lo hacía, había ido a la cafetería con su prima.
- Baldomero Barral Fernández, de 24 años, panadero. Natural de La Coruña, estaba acompañado de su esposa. Baldomero había sido boxeador profesional hasta 1971, ganando los títulos de campeón de Galicia de peso pluma y peso ligero.
- María Josefina Pérez Martínez, de 21 años, esposa del anterior y también de La Coruña. El joven matrimonio estaba visitando Madrid. Tenían dos hijos, el mayor de ellos de tres años.
- Antonio Lobo Aguado, ferroviario de 55 años natural de Villanueva del Río y Minas (Sevilla). Estaba casado y tenía dos hijos.
- Luis Martínez Marín, agente comercial de 78 años nacido en Valladolid y residente en Madrid.
- Concepción Pérez Paíno, de 65 años. Trabajaba como administrativa en la Dirección General de Seguridad.
- María Ángeles Rey Martínez, estudiante de 20 años procedente de Burgos. Había comenzado a trabajar en prácticas recientemente, pero había acudido a Madrid para presentarse al examen de una asignatura que tenía pendiente. Había acudido a comer a la cafetería con unas compañeras.
- Gerardo García Pérez, cliente de la cafetería por trabajar cerca de ella.[62] Estaba casado y tenía tres hijos.
- Francisco Gómez Vaquero, de 31 años, cocinero de la cafetería. Fue rescatado con vida entre los escombros, pero falleció en el hospital. Estaba casado y tenía dos hijas de 4 y 2 años. Su viuda percibió solamente las pequeñas pensiones de viudedad y orfandad, y tuvo muchos problemas para criar a sus hijas.
- Manuel Llanos Gancedo, camarero de 26 años, nacido en Villar de Vildas (Asturias) pero trasladado de niño a Villablino (León), donde su padre trabajó como minero. Los escasos ingresos de su familia hicieron que empezara muy pronto a trabajar como camarero. Cuando su jefe se trasladó a Madrid, él le siguió. Manuel ingresó con vida en el hospital, pero falleció antes de que pudiera ser intervenido quirúrgicamente. Fue el segundo empleado de la cafetería muerto en la explosión.[46][63]
- Félix Ayuso Pinel, inspector de policía de 46 años. Ingresó en el hospital gravemente herido en la cabeza y sobrevivió durante dos años y cuatro meses, pero falleció en enero de 1977.[64] Este hecho hizo que la inicial lista de fallecidos no incluyera a ningún policía, lo que supuso un grave problema de imagen para ETA, pero también le facilitó difundir la falsa versión de que el atentado había sido organizado por la propia Policía o por elementos ultraderechistas afines con oscuros fines políticos. Lo cierto es que, además del inspector Ayuso, varios policías más fueron heridos ese día, entre ellos el número dos de la policía política franquista.[48]

Además de los fallecidos, un total de setenta personas más resultaron heridas, varias de ellas de gravedad y algunas sufriendo serias mutilaciones. Las consecuencias del atentado horrorizaron a la población. Se trataba del primer atentado terrorista indiscriminado que se cometía en España desde el final de la Guerra Civil pues nadie, ETA incluida, había cometido antes un hecho similar. Continuó siendo el atentado más sangriento hasta que ETA militar perpetró el atentado de Hipercor en Barcelona en 1987.

### Políticas

#### Para el Gobierno
El general Franco se encontraba todavía recuperándose de su enfermedad cuando recibió la noticia. Su médico personal, quien le veía cada día, relató después que quedó muy impresionado por las consecuencias del atentado, pero que encajó la noticia con vigor. El dictador expresó su desacuerdo con los juristas que defendían los derechos humanos de personas como las que habían cometido el crimen, y manifestó que a ese tipo de criminales había que tratarlo con la máxima energía.
El búnker encontró un potente argumento para criticar no solamente las reformas del Gobierno, sino al propio Arias. (lo que luego sería utilizado por ETA y por otros opositores para sugerir que el atentado había sido provocado por el propio régimen). En este sentido, destaca la publicación de un encendido artículo de Blas Piñar en la revista Fuerza Nueva, ofensiva que se vio apoyada por otros medios de comunicación oficiales. Sin embargo, la movilización de la derecha más extrema no era tan necesaria; el entonces ministro secretario general del Movimiento, José Utrera Molina, uno de los principales representantes del inmovilismo en el Gobierno, relataría años más tarde que el presidente Arias le manifestó el 13 de septiembre, en el mismo lugar del atentado, que este hecho le permitiría paralizar el proyecto de asociaciones.
El crecido búnker exigió el cese de Pío Cabanillas, para lo que acudió al propio Franco y le convenció de que su apertura de prensa no sólo había dado oxígeno a la oposición, sino que había permitido también publicaciones contrarias a la tradicional moral católica que el Caudillo defendía. Cabanillas fue cesado el 28 de octubre, hecho que se dio a conocer al día siguiente. En solidaridad con él, presentaron la dimisión el ministro Barrera de Irimo y un gran número de altos cargos del sector reformista. La dimisión de Barrera causó un mal efecto en el capital internacional, que lo consideraba todo un símbolo de modernización en cuestiones económicas. En cuanto al proyecto de Estatuto de Asociaciones Políticas que había encargado el ministro Carro, fue sustituido por otro elaborado por el Movimiento que le privaba de toda posibilidad reformista. Aunque el estatuto fue aprobado el 16 de diciembre y se constituyeron algunas asociaciones políticas, la posterior negativa de Manuel Fraga Iribarne, entonces principal representante del reformismo, a constituir una asociación a su amparo supuso su certificado de defunción como medio de reformar o abrir el régimen.

#### Para el Partido Comunista

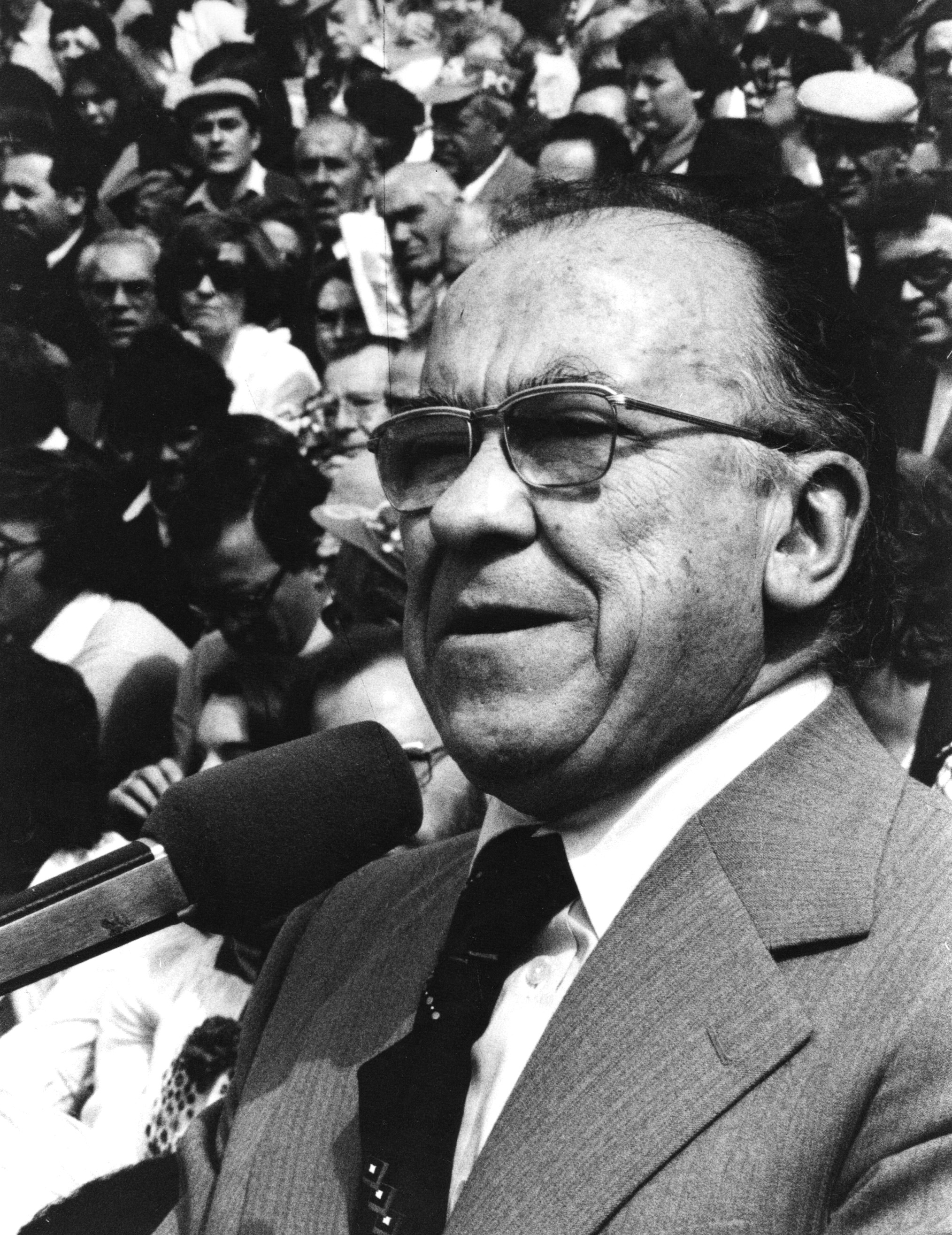
Santiago Carrillo, secretario del PCE, en un mitin electoral de 1977. Tras el atentado tuvo que hacer frente a las acusaciones del gobierno de colaboración con el terrorismo.

La detención unos días antes del atentado de unos militantes de ETA que habían participado en la preparación del atentado y que portaban documentos comprometedores puso rápidamente a la Policía en la pista de Eva Forest y su red de colaboradores. A los pocos días, fueron detenidas Forest y otras personas de filiación izquierdista que conformaban la infraestructura de ETA en Madrid, unas con mayor relación con el atentado que otras; varias de estas personas estaban vinculadas al Partido Comunista o lo habían estado en el pasado. Ello propició que las autoridades afirmaran que el atentado había sido cometido por ETA en colaboración con el PCE, versión que fue ampliamente difundida por la prensa desatando una oleada de anticomunismo. La Policía exhibió las habitaciones camufladas que había localizado en los pisos y las denominó de forma sensacionalista como «cárceles del pueblo», una terminología que traía a la memoria de muchos españoles las siniestras checas  de la Guerra Civil.
El secretario general del PCE, Santiago Carrillo, se percató del peligro que tenía la acusación, que podía empañar la trayectoria pacífica que el partido desarrollaba desde el año 1956, cuando lanzó su Política de Reconciliación Nacional que sustituyó a la lucha armada de los maquis, y en un momento en el que acababa de impulsar la Junta Democrática. Por este motivo no se limitó a condenar el atentado, sino que también adoptó una medida sin precedentes: ordenó a todos los abogados del partido desentenderse de la defensa de los detenidos por el atentado, privándoles del apoyo del PCE. La decisión no fue bien comprendida por todos los opositores, pero fue cumplida por la militancia.
Aunque hay historiadores que creen en la conexión orgánica del PCE con el atentado, lo cierto es que no se conocen pruebas de que tal relación existiera realmente; otros historiadores de muy diferentes orientaciones ideológicas afirman expresamente que los comunistas relacionados con ETA actuaban por su cuenta e infringiendo las directrices del partido. Sólo algunos de los detenidos eran realmente militantes del partido, y no se demostró que los pisos francos puestos a disposición de ETA hubieran sido utilizados en el atentado. Los escasos medios de comunicación y periodistas críticos con el régimen franquista cuestionaron la existencia de tal relación entre el PCE y ETA desde el primer momento, suscitándose así un agrio debate periodístico que reflejaba la tensión del momento y la confusión política que vivía la sociedad española. Resulta muy difícil determinar cuál fue el impacto que las acusaciones gubernamentales tuvieron sobre la imagen del PCE, dado que éste era una organización ilegal y existían escasísimas encuestas de tipo político en la España de Franco.

#### Para ETA-V
La primera consecuencia casi inmediata del atentado fue el completo desmantelamiento de la red de colaboradores creada a través de Eva Forest que tan útil había sido para ETA-V durante los años anteriores. En pocos días fueron detenidos los principales miembros de la red, muchos de los cuales mostraron su sorpresa al enterarse de que se les relacionaba con ETA.
Resulta obvio que la organización armada era consciente de antemano de que la explosión de una potente bomba cargada de metralla en una cafetería abierta al público no sólo iba a causar víctimas entre la Policía. Sin embargo, la total ausencia de agentes en la inicial lista de víctimas mortales supuso una inaceptable desproporción en el número de víctimas «civiles». Ello abrió un agrio debate en el interior de ETA respecto a si había que reivindicar o no el atentado: un sector de los responsables del denominado Frente Militar, aunque críticos con el resultado, consideraban que había que reconocer la autoría del atentado y explicar que en toda guerra se cometen errores y hay víctimas inocentes; sin embargo, la mayoría de la dirección fue partidaria de ocultar la autoría. Por ello, la reacción inicial fue de un prolongado silencio. No obstante, la pronta reacción policial y las cada vez más fuertes acusaciones contra ETA-V hicieron que la organización no se detuviera allí; al cabo de más de un mes, el 29 de octubre, difundió un comunicado en el que, al tiempo que venía a justificar la elección del objetivo, sugería que el atentado había sido organizado por elementos ultraderechistas afines al régimen de Franco. Según algunos periodistas, esta no sería la primera vez que ETA ocultaba su responsabilidad en un crimen, pues ya lo habría hecho en el oscuro caso de la desaparición de tres jóvenes gallegos en San Juan de Luz.

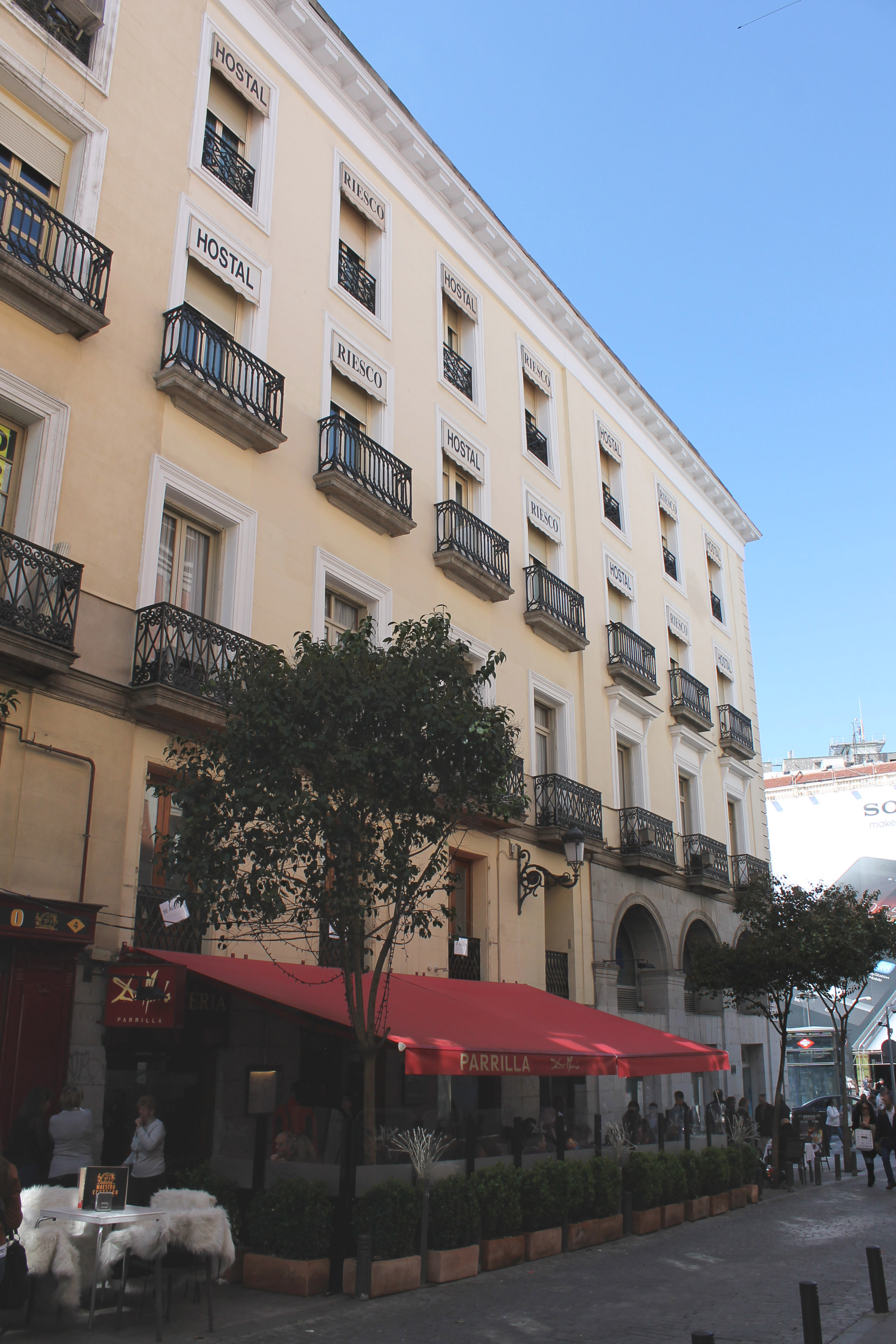
Imagen de 2013 del local en el que se encontraba en 1974 la cafetería Rolando. El atentado indiscriminado marcó definitivamente a ETA como una organización terrorista.

El desmentido de ETA no tuvo credibilidad fuera de su ámbito natural de actuación: el País Vasco y Navarra. La población, incluidos los opositores a la dictadura, se sintió horrorizada por las consecuencias del atentado, a diferencia de la relativa indiferencia manifestada con el asesinato del guardia civil Gregorio Posada unos meses antes, y de la poco disimulada satisfacción que en muchos ocasionó la muerte de Carrero. Ello supuso el final de cualquier simpatía hacia ETA entre la oposición antifranquista de la mayor parte de España, y el fin de cualquier colaboración futura con sus acciones de otros opositores. La explosión de la bomba en la cafetería Rolando fue el primer atentado indiscriminado de ETA y marcó el inicio de su consideración como una organización terrorista.
Sin embargo, no parece que ETA sufriera una sensible pérdida de apoyo entre sus simpatizantes vasco-navarros. Probablemente muchos de ellos creyeron la explicación de la organización o, en caso contrario, consideraron que era el coste que tenía el enfrentamiento «bélico» con el «Estado ocupante». De hecho, muchos años más tarde, incluso una persona ya desligada del terrorismo como Teo Uriarte (quien estaba en prisión cuando se perpetró el atentado), aunque ya no negaba la autoría de ETA opinaba que el SECED (el servicio de inteligencia franquista) tuvo alguna participación incitando a ETA a cometer el atentado a través de su agente infiltrado Mikel Lejarza (conocido como Lobo). Cuando los presos de ETA abandonaron las cárceles entre 1976 y 1977 como resultado de diversos indultos y amnistías, fueron recibidos como héroes en sus poblaciones de origen y objeto de homenajes populares con apoyo mayoritario en unos casos y muy significativo en otros.
No hay constancia de que el atentado fuera responsabilidad exclusiva de uno de los dos sectores entonces enfrentados, el mayoritario y el que luego se escindiría formando ETA militar. Lo que sí es claro es que, en la dura discusión que se entabló para decidir si se debía o no reivindicar el atentado, los “milis” se pronunciaron a favor y quedaron en minoría. La división de ETA-V tuvo otros motivos que ya existían antes del atentado, pero la discusión y los mutuos reproches agravaron las diferencias entre los dos sectores y favorecieron la ruptura. Gran parte del Frente Militar abandonó ETA-V en bloque poco después, formando ETA militar. Dicha organización era inicialmente minoritaria, pero estaba bien armada y pudo eludir las numerosas detenciones que ocasionó la acción del agente del SECED infiltrado, Lobo, quien prefirió permanecer en el sector mayoritario. Con el tiempo, se mostraría mucho más mortífera que ETA-V (conocida a partir de ese momento como ETA político-militar) y tendría una vida mucho más prolongada.

### Jurídicas
La Policía detuvo en poco tiempo a Eva Forest y a muchas otras personas que habían colaborado con ella o que, sin haberlo hecho, habían tenido alguna relación. Sin embargo, no se llegó a detener a los autores materiales del crimen, los dos jóvenes vascos que habían colocado la bomba. Quizá por la falta de pruebas acerca de su participación directa en el atentado, casi todos los detenidos fueron puestos en libertad en los meses siguientes y en 1976 el caso pasó de la jurisdicción militar al Tribunal de Orden Público por un supuesto delito de asociación ilícita. Sólo Forest y otras dos personas continuaron en situación de prisión provisional hasta 1977 acusadas de haber colaborado en el asesinato de Carrero Blanco.
Aunque inicialmente hubo un error en la identificación, pronto se determinó que la autoría material la realizó una pareja de novios vasco franceses, con un amplio historial de acciones en solidaridad con los refugiados y cuyo paso por Madrid fue reconstruido en el sumario, llegándose a emitir una orden de busca y captura. Sin embargo a pesar de las pruebas, las autoridades españolas no emitieron una nota informativa completa y una vez que se aplicó la amnistía, su papel quedó en el olvido hasta que décadas después se pudo acceder a la documentación judicial.
Ninguna de las personas que fueron detenidas admitió nunca haber alojado en sus casas a miembros del comando que perpetró el atentado, al menos de forma consciente. Sólo admitieron haber tenido conocimiento de la gravedad del asunto a través de la Policía tras su detención. Muchos de ellos reaccionaron con dureza contra Forest argumentando que les había implicado en un atentado terrorista sin informarles de ello. El principal exponente de esta reacción fue Lidia Falcón, quien escribió un libro titulado Viernes y 13 en la Calle del Correo en el que acusaba a Forest de implicarle en una actividad terrorista sin su conocimiento, y mucho más tarde ratificó su versión en un reportaje televisivo y en el libro De cómo la CIA eliminó a Carrero Blanco y nos metió en Irak, escrito por Anna Grau. Aunque con menor detalle, la actriz Mari Paz Ballesteros hace un relato en gran parte coincidente con el de Falcón. En el momento de su liberación, Forest sólo reconoció públicamente haber dado cobijo a miembros de ETA y negó saber quién había puesto la bomba. Posteriormente descalificó globalmente el libro de Falcón sin llegar nunca a responder a las concretas acusaciones que ésta había hecho. Forest y su marido abandonaron definitivamente Madrid poco después de que ella saliera de prisión y se instalaron en Fuenterrabía (Guipúzcoa), donde ambos se integraron en el entonces incipiente MLNV que se estaba organizando en torno a ETA militar.
En lo que sí fueron unánimes los implicados fue en denunciar los malos tratos infligidos por la Policía durante sus detenciones. En este caso concurrieron la tradicional falta de garantías de los derechos individuales característica del régimen de Franco con la animosidad que produjo en los agentes policiales un atentado que sintieron dirigido contra ellos mismos.
En cualquier caso, todos los implicados se beneficiaron, bien de la amnistía parcial decretada por el gobierno de Adolfo Suárez en julio de 1976, bien de medidas de gracia individualizadas y, en todo caso, de la amnistía de 1977 aprobada por el nuevo parlamento democrático, por lo que la investigación judicial no siguió adelante y nadie llegó a ser condenado por el crimen. Las víctimas y sus familiares tardarían años en recibir algún tipo de reparación, y ésta procedería finalmente del Estado.

## Reivindicación
Finalmente, ETA militar admitió en su boletín informativo de abril de 2018 que el atentado había sido obra de ETA; al cabo de más de cuarenta años de haber sido perpetrado.